# Heimprechtsreith
Heimprechtsreith ist eine Wüstung südwestlich von Schönberg in Niederbayern.

## Geschichte
Der ehemalige Weiler wurde um das 13. Jahrhundert im Landkreis Grafenau nahe Schönberg gegründet.
Das bayerische Urkataster zeigt Heimprechtsreith in den 1810er Jahren mit sieben Herdstellen. Die Karte von 1940 zeigt nur noch eine Feldscheune. In den 1980er Jahren verschwand auch der Ortsname aus den Kartenwerken.
Heute erinnern Gedenktafeln an die damaligen Anwesen.